# Procionídeos
Os procionídeos (do latim científico Procyonidae) constituem uma família da ordem Carnivora das Américas. Alguns membros da família são o guaxinim, o quati, o bassarisco e o jupará.
Os procionídeos estão amplamente distribuídos no Novo Mundo, do sul do Canadá ao norte da Argentina e ocupam uma grande variedade de habitats, que incluem desertos, florestas do norte, florestas tropical e pântanos.

## Descrição
Em geral, são carnívoros de pequeno ou médio porte que pesam entre 1 e 14 kg. A cor do corpo varia ligeiramente de cinza a marrom avermelhado e geralmente é bastante uniforme em qualquer animal. Marcas faciais são comuns, e a cauda longa e peluda geralmente tem faixas alternadas de cores claras e escuras.
Todos os procionídeos são bons escaladores e usam a cauda como um órgão de equilíbrio ao se moverem pelas árvores. Esses mamíferos andam nas solas dos pés (plantígrados), e cada pé tem cinco dedos com garras.

## Classificação
A família é separada em duas subfamílias: Potosinae e Procyoninae.
Subfamília Potosinae
- Gênero Potos (jupará)
- Gênero Bassaricyon (olingos)

Subfamília Procyoninae
- Gênero Procyon (guaxinins)
- Gênero Nasua (quatis)
- Gênero Bassariscus (bassariscos)

Atualmente, o panda-vermelho, previamente incluído na família dos procionídeos, pertence à uma família própria chamada Ailuridae.

## Evolução
A primeira dispersão para a América do Sul do Grande Intercâmbio Americano foi realizada por um carnívoro procionídeo, refletido por Cyonasua (táxon endêmico da América do Sul que reflete uma dispersão), por volta de 7,3 milhões de anos atrás.

Apesar de atualmente restritos às Américas, aparecem pela primeira vez em fósseis da Europa Ocidental.